# Duca di Windsor
Duca di Windsor è stato un titolo della Parìa del Regno Unito, che venne creato l'8 marzo 1937 da re Giorgio VI del Regno Unito per il fratello maggiore Edoardo VIII, che il 10 dicembre 1936 aveva abdicato per sposare l'americana divorziata Wallis Simpson. Il nome Windsor, di deve alla denominazione della Famiglia reale britannica, appunto Windsor, che a sua volta deriva dalla località Windsor dove si trova l'omonimo Castello, residenza reale.

## Storia

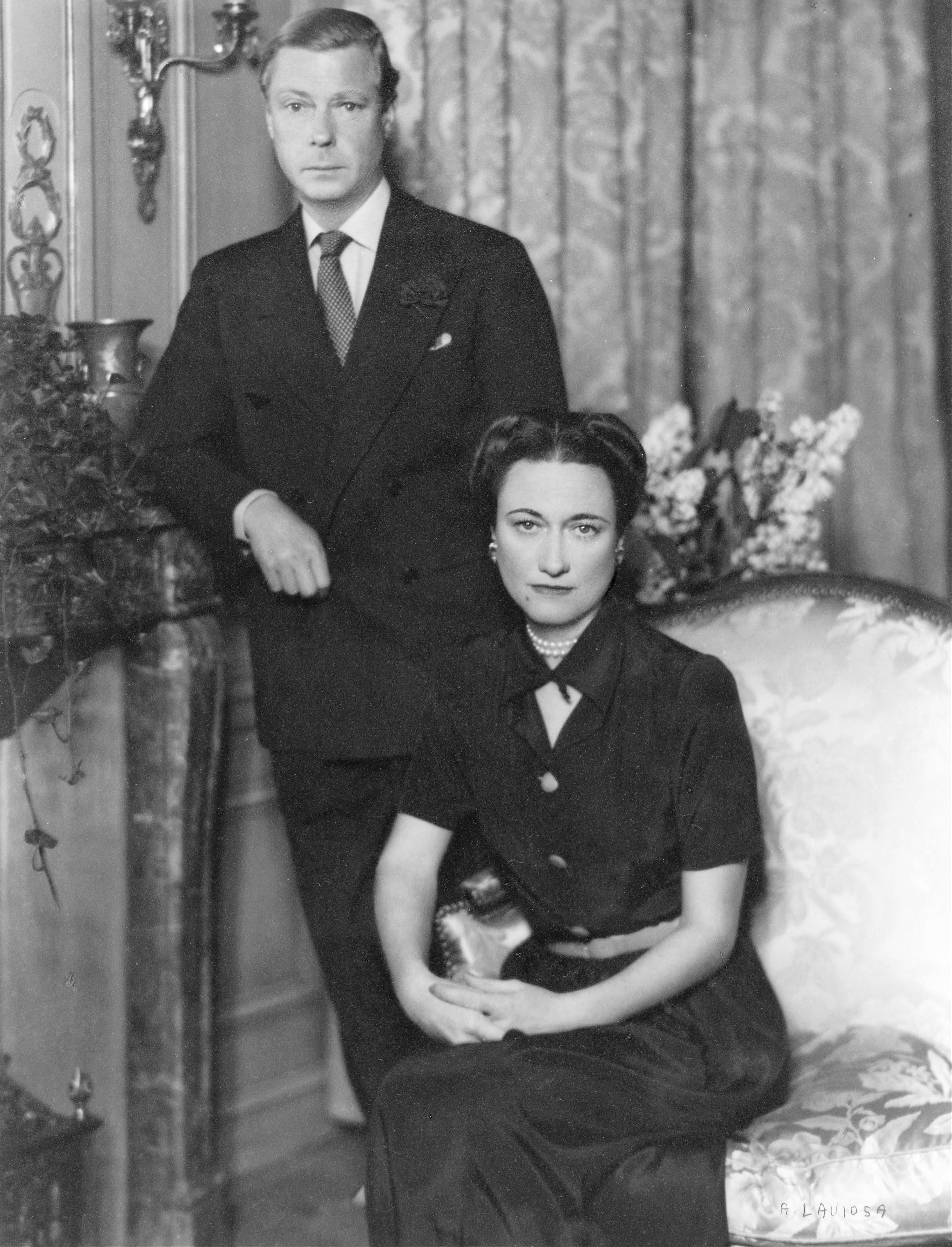
Il duca e la duchessa di Windsor.

L'11 dicembre 1936 re Edoardo VIII del Regno Unito abdicò in favore del fratello minore Alberto, duca di York, che divenne così Giorgio VI di Gran Bretagna, per poter sposare la divorziata americana Wallis Simpson. Al momento dell'abdicazione si aprì il problema del titolo reale che l'ex sovrano avrebbe dovuto avere: il nuovo re, Giorgio VI, propose l'idea di un titolo per il fratello maggiore suggerendo di utilizzare il proprio "cognome", ovvero Windsor. Né l'atto di abdicazione, firmato da Edoardo VIII il 10 dicembre 1936, e neppure la relativa legge di attuazione, l'His Majesty's Declaration of Abdication Act sempre del 1936, indicavano se il re stesse rinunciando ai privilegi di nascita reale oltre che a rinunciare al trono. Il 12 dicembre 1936, in sessione del Consiglio privato del Regno Unito re Giorgio VI annunciò che avrebbe nominato suo fratello "Duca di Windsor" con il trattamento di Altezza reale. Tale dichiarazione è riportata nella London Gazette. Il Ducato fu formalizzato con Lettere Patenti l'8 marzo 1937. Edoardo, in quanto duca reale, non poteva né candidarsi alla Camera dei Comuni né parlare di argomenti politici alla Camera dei Lord. Il 3 giugno 1937, Edoardo sposò Wallis Simpson, che in seguito al loro matrimonio divenne Duchessa di Windsor, senza il trattamento però di Altezza reale.

Dopo la sua abdicazione, i duchi di Windsor vissero in esilio a Parigi in Francia, soggiornando nelle Bahamas dove Edoardo venne nominato Governatore generale dal 1940 al 1945. Il duca di Windsor soffrì di cattiva salute negli ultimi anni e morì di cancro il 28 maggio 1972 a Parigi. Poiché l'ex Edoardo VIII morì senza eredi, il titolo si estinse alla sua morte, ed inoltre la regina Elisabetta II proibì che il titolo venisse ricreato durante il suo regno.
| Nome    | Ritratto | Data di nascita | Ducato       | Ducato         | Matrimoni Discendenza         | Note                                                                         |
| Nome    | Ritratto | Data di nascita | Inizio       | Fine           | Matrimoni Discendenza         | Note                                                                         |
| ------- | -------- | --------------- | ------------ | -------------- | ----------------------------- | ---------------------------------------------------------------------------- |
| Edoardo |          | 23 giugno 1894  | 8 marzo 1937 | 28 maggio 1972 | Wallis Simpson no discendenza | Succeduto al padre Giorgio V nel 1936, abdicò nel dicembre dello stesso anno |